# Claudia Pandolfi
Claudia Pandolfi (Roma, 17 novembre 1974) è un'attrice italiana, candidata a due David di Donatello e tre Nastri d'argento.

## Biografia
Nasce il 17 novembre del 1974 a Roma È la figlia di Anna una pubblicitaria e Claudio un giornalista.   
Partecipando al concorso di Miss Italia 1991, dove entra fra le 60 finaliste, viene notata da Michele Placido che le offre una parte nel film Le amiche del cuore (1992).
Nel frattempo si diploma in ragioneria con un recupero di quattro anni in uno.
Nel 1993 partecipa alla prima stagione della miniserie televisiva in otto puntate, Amico mio, in onda su Rai 2, mentre l'anno seguente è nel cast del film L'orso di peluche, con Alain Delon, diretto da Jacques Deray. Nel 1995 esordisce in teatro con Io e mia figlia, regia di Renato Giordano, e partecipa a La voce del cuore; nel 1996 è in televisione con Il caso Redoli, film televisivo legato alla serie I grandi processi. Nel 1997 continua nell'impegno cinematografico con Auguri professore e Ovosodo; l'anno successivo è nel cast della serie televisiva Un medico in famiglia, in onda su Rai 1, dove veste i panni di Alice Solari.
Nel 1999 è nel cast della fiction Una farfalla nel cuore e del film Milonga. Nel 2000 ritorna su Rai 1 con la seconda stagione di Un medico in famiglia. Nel 2002 interpreta il ruolo di un commissario di polizia ne Il sequestro Soffiantini. Dal 2002 al 2005 ha interpretato il ruolo del commissario Giulia Corsi in Distretto di Polizia. Nel 2007 è protagonista, insieme a Raoul Bova, della miniserie Nassiryia - Per non dimenticare. Nel 2008 è protagonista insieme a Giorgio Tirabassi, della miniserie I liceali, regia di Lucio Pellegrini. Gira Solo un padre, film di Luca Lucini, con Luca Argentero, ed è la protagonista di uno degli episodi della fiction Donne assassine per Fox Crime.
Nel 2009 torna sul grande schermo con il film Due partite di Enzo Monteleone, tratto dall'omonimo spettacolo teatrale di Cristina Comencini, con Isabella Ferrari e Margherita Buy. È nel film Cosmonauta, opera prima di Susanna Nicchiarelli, con Sergio Rubini, ambientato nell'Italia di fine anni cinquanta e inizio anni sessanta. Gira la seconda stagione de I liceali e recita insieme a Valerio Mastandrea in La prima cosa bella, film di Paolo Virzì, nel ruolo di Valeria Michelucci. Grazie alla sua interpretazione, ottiene il plauso di pubblico e critica e viene candidata al David di Donatello e ai Nastri d'argento, nella sezione miglior attrice non protagonista
 Nella canzone Fiorirai del disco La vista concessa, cantata dal compagno Roberto Angelini, incide la voce di controcanto. Sempre per il suo compagno esordisce alla regia, dirigendo il video della canzone Vulcano, tratto dall'album La vista concessa.

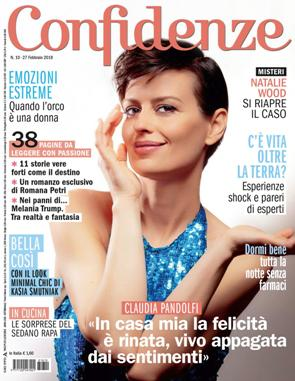
Claudia Pandolfi nella copertina della rivista Confidenze, 27 febbraio 2018

Nel 2010 ritorna sul grande schermo con i film Figli delle stelle di Lucio Pellegrini, e Sulla strada di casa, regia di Emiliano Corapi. Nello stesso anno partecipa anche a una data del gruppo rock alternativo italiano Afterhours, leggendo alcuni brani di autori italiani, suonando la batteria e cantando. Nell'autunno 2010 ritorna nelle vesti di Giulia Corsi nelle puntate della decima stagione di Distretto di Polizia, nel ruolo di vicequestore di Palermo. Il 4 gennaio 2012 torna in TV, su Canale 5, con la fiction Il tredicesimo apostolo nella quale interpreta il ruolo di una psicologa che affianca un prete (Claudio Gioè) dotato di poteri sovrannaturali. Nel 2012 ha vinto il Premio Anna Magnani per la miglior attrice protagonista al Bif&st di Bari per il film Quando la notte di Cristina Comencini, candidato al Leone d'oro alla 68ª Mostra internazionale d'arte cinematografica di Venezia.
Nel 2015 torna in TV, su Rai 1, con la fiction È arrivata la felicità, nella quale interpreta la protagonista Angelica Camilli, insieme a Claudio Santamaria. Nella primavera 2016 è invece protagonista della nuova fiction di Canale 5 Romanzo siciliano, interpretata accanto a Fabrizio Bentivoglio. Nel 2018 è nuovamente protagonista insieme a Claudio Santamaria nella seconda stagione di È arrivata la felicità. Nello stesso anno veste i panni di Monica, insegnante di educazione fisica nella serie Netflix Baby, mentre nel 2021 interpreta Anita, la mamma di Manuel nella fiction Un professore su Rai 1 che l'anno seguente viene rinnovata per una seconda stagione. Nel 2022 interpreta Sara nel distopico film di Paolo Virzì Siccità, grazie al quale ottiene la sua seconda candidatura al David di Donatello, nella categoria miglior attrice protagonista.

## Vita privata
Nel 1999, dopo quattro anni di fidanzamento, ha sposato l'attore e doppiatore Massimiliano Virgilii, che ha poi lasciato dopo un mese per il conduttore Andrea Pezzi. Il matrimonio verrà dichiarato nullo dalla Sacra Rota. Nel 2006 ha avuto un figlio dal cantautore Roberto Angelini. Successivamente, si è legata a Marco Cocci, con il quale aveva recitato in Ovosodo. Dal 2014 ha una relazione con il produttore cinematografico Marco De Angelis, padre del suo secondogenito, nato nel 2016, e con il quale si è unita simbolicamente a Barcellona. In un'intervista a Belve, del 2023, racconta di essersi innamorata anche di una donna.
Ha una sorella minore, Enrica, anche lei presente nel cast di Ovosodo, nel ruolo del suo stesso personaggio da adolescente.

## Filmografia

### Cinema
- Le amiche del cuore, regia di Michele Placido (1992)
- L'orso di peluche, regia di Jacques Deray (1994)
- L'ultimo concerto, regia di Francesco Laudadio (1995)
- Ketchup, regia di Carlo Sigon (1995)
- La frontiera, regia di Franco Giraldi (1996)
- Naja, regia di Angelo Longoni (1997)
- Ovosodo, regia di Paolo Virzì (1997)
- Auguri professore, regia di Riccardo Milani (1997)
- Milonga, regia di Emidio Greco (1999)
- Fate un bel sorriso, regia di Anna Di Francisca (2000)
- Sogni di gloria - La rivincita di Raf, regia di Jeff Jensen (2003)
- Lavorare con lentezza, regia di Guido Chiesa (2004)
- L'aria, regia di Daniele Prato (2005)
- Amore, bugie & calcetto, regia di Luca Lucini (2008)
- Solo un padre, regia di Luca Lucini (2008)
- Due partite, regia di Enzo Monteleone (2009)
- Cosmonauta, regia di Susanna Nicchiarelli (2009)
- La prima cosa bella, regia di Paolo Virzì (2010)
- Figli delle stelle, regia di Lucio Pellegrini (2010)
- Quando la notte, regia di Cristina Comencini (2011)
- Sulla strada di casa, regia di Emiliano Corapi (2012)
- I più grandi di tutti, regia di Carlo Virzì (2012)
- Meglio se stai zitta, regia di Elena Burika – cortometraggio (2013)
- Uno anzi due, regia di Francesco Pavolini (2015)
- La profezia dell'armadillo, regia di Emanuele Scaringi (2018)
- Se son rose, regia di Leonardo Pieraccioni (2018)
- Ma cosa ci dice il cervello, regia di Riccardo Milani (2019)
- Alice non lo sa, regia di Diego Amodio (2019)
- È per il tuo bene, regia di Rolando Ravello (2020)
- Per tutta la vita, regia di Paolo Costella (2021)
- Mio fratello, mia sorella, regia di Roberto Capucci (2021)
- Siccità, regia di Paolo Virzì (2022)
- I peggiori giorni, regia di Massimiliano Bruno ed Edoardo Leo (2023)
- Il ragazzo dai pantaloni rosa, regia di Margherita Ferri (2024)
- Follemente, regia di Paolo Genovese (2025)

### Televisione
- Amico mio – serie TV, 14 episodi (1993-1994)
- La voce del cuore – miniserie TV (1995)
- Il caso Redoli, regia di Massimo Martelli – film TV (1996)
- Un medico in famiglia – serie TV, 78 episodi (1997-2000)
- Una farfalla nel cuore, regia di Giuliana Gamba – film TV (1999)
- Come quando fuori piove – miniserie TV (2000)
- Piccolo mondo antico – miniserie TV (2001)
- Il sequestro Soffiantini – miniserie TV (2002)
- Distretto di Polizia – serie TV, 105 episodi (2002-2010)
- Nassiriya - Per non dimenticare – miniserie TV (2007)
- Quo vadis, baby? – miniserie TV, 1 episodio (2008)
- Donne assassine – miniserie TV, 1 episodio (2008)
- I liceali – serie TV, 12 episodi (2008-2009)
- Il tredicesimo apostolo – serie TV, 24 episodi (2011-2014)
- Non avere paura - Un'amicizia con Papa Wojtyla, regia di Andrea Porporati – film TV (2014)
- È arrivata la felicità – serie TV, 48 episodi (2015-2018)
- Romanzo siciliano – miniserie TV, 8 episodi (2016)
- Baby – serie TV, 18 episodi (2018-2020)
- Made in Italy – serie TV, episodio 1x03 (2019)
- Gli orologi del diavolo – miniserie TV, 5 episodi (2020)
- Tutta colpa di Freud – serie TV (2021)
- Chiamami ancora amore — miniserie TV (2021)
- Masantonio - Sezione scomparsi – serie TV (2021)
- Un professore – serie TV, 24 episodi (2021-in corso)
- The Bad Guy – serie TV, 12 episodi (2022-2024)
- Un'estate fa – miniserie TV (2023)
- I leoni di Sicilia – serie TV, 2 episodi (2023)
- Noi siamo leggenda – serie TV (2023)

## Programmi televisivi
- Miss Italia (Rai 1, 1991) Concorrente
- Tutti a casa (Rai 1, 1994)
- C’era un ragazzo (seconda puntata, Rai 1, 1999)

## Videoclip
- Evito la forma di Otto Ohm (2010)
- Scusate se non piango di Daniele Silvestri (2019)

## Riconoscimenti
- David di Donatello
  - 2011 – Candidatura alla miglior attrice non protagonista per La prima cosa bella
  - 2023 – Candidatura alla migliore attrice protagonista per Siccità

- Nastro d'argento
  - 1998 – Candidatura alla migliore attrice non protagonista per La frontiera
  - 2010 – Candidatura alla migliore attrice non protagonista per Cosmonauta
  - 2010 – Candidatura alla migliore attrice non protagonista per La prima cosa bella
  - 2024 – Candidatura alla migliore attrice protagonista per Un'estate fa
  - 2024 – Candidatura alla migliore attrice protagonista per Un professore

- Ciak d'oro
  - 2010 – Candidatura alla migliore attrice non protagonista per La prima cosa bella
  - 2024 – Candidatura alla migliore attrice protagonista per Il ragazzo dai pantaloni rosa

- Premio Flaiano
  - 1999 – Migliore attrice televisiva per Un medico in famiglia

- Bari International Film Festival
  - 2012 – Migliore attrice protagonista per Quando la notte

## Audiolibri
- Le ho mai raccontato del vento del nord di Daniel Glattauer, letto da Claudia Pandolfi e Rolando Ravello (2013)